# Championnat de Hong Kong de football 2007-2008
Navigation
Saison précédente Saison suivante
La saison 2007-2008 du Championnat de Hong Kong de football est la soixante-troisième édition de la première division à Hong Kong, la First Division League. Elle regroupe, sous forme d'une poule unique, les dix meilleures équipes du pays qui se rencontrent deux fois, à domicile et à l'extérieur. En fin de saison, le dernier du classement est relégué et remplacé par le meilleur club de Second Division League, la deuxième division hongkongaise.
C'est le club de South China AA, tenant du titre, qui remporte à nouveau le championnat cette saison après avoir terminé en tête du classement final, avec deux points d'avance sur Citizen AA et neuf sur Wofoo Tai Po. C'est le vingt-neuvième titre de champion de Hong Kong de l'histoire du club.

## Clubs participants
- South China AA
- Eastern AA - Promu de D2
- Happy Valley AA
- Workable FC[1] - Promu de D2
- Lanwa Redbull
- Citizen AA
- Kitchee SC
- Convoy Sun Hei[2]
- Bulova Rangers[3]
- Wofoo Tai Po

## Compétition
Le barème de points servant à établir les classements se décompose ainsi :
- Victoire : 3 points
- Match nul : 1 point
- Défaite : 0 point

### Classement
| Rang | Équipe          | Pts | J  | G  | N | P | Bp | Bc | Diff |
| ---- | --------------- | --- | -- | -- | - | - | -- | -- | ---- |
| 1    | South China AAT | 36  | 18 | 11 | 3 | 4 | 51 | 17 | +34  |
| 2    | Citizen AA      | 34  | 18 | 10 | 4 | 4 | 31 | 22 | +9   |
| 3    | Wofoo Tai Po    | 27  | 18 | 7  | 6 | 5 | 36 | 37 | -1   |
| 4    | Happy Valley AA | 24  | 18 | 5  | 9 | 4 | 25 | 22 | +3   |
| 5    | Convoy Sun Hei  | 23  | 18 | 5  | 8 | 5 | 26 | 23 | +3   |
| 6    | Kitchee SC      | 22  | 18 | 5  | 7 | 6 | 30 | 33 | -3   |
| 7    | Eastern AAP     | 20  | 18 | 4  | 8 | 6 | 25 | 28 | -3   |
| 8    | Lanwa Redbull   | 20  | 18 | 4  | 8 | 6 | 25 | 31 | -6   |
| 9    | Workable FCP    | 15  | 18 | 3  | 6 | 9 | 14 | 34 | -20  |
| 10   | Bulova Rangers  | 15  | 18 | 2  | 9 | 7 | 19 | 35 | -16  |

|  | Qualification pour la Coupe de l'AFC 2009                                       |
|  | Relégation directe en deuxième division                                         |
|  | T : Tenant du titre C : Vainqueur de la Coupe de Hong Kong P : Club promu de D2 |

## Bilan de la saison
| Championnat de Hong Kong de football 2007-2008 |                            |
| Champion                                       | South China AA (29e titre) |
| Coupes et trophées                             |                            |
| Vainqueur de la Coupe de Hong Kong 2007-2008   | Citizen AA                 |
| Qualifications continentales                   |                            |
| Coupe de l'AFC 2009                            | South China AA             |
| Coupe de l'AFC 2009                            | Eastern AA                 |
| Promotions et relégations                      |                            |
| Promus en First Division League                | TSW Pegasus                |
| Promus en First Division League                | Mutual FC                  |
| Promus en First Division League                | Xiangxue Eisiti            |
| Promus en First Division League                | Fourway Athletics          |
| Relégués en Second Division League             | Bulova Rangers             |